# اس‌ام یوبی-۱۷
اس‌ام یوبی-۱۷ (به انگلیسی: SM UB-17) یک زیردریایی بود که طول آن ۹۱ فوت ۶ اینچ (۲۷٫۸۹ متر) بود. این زیردریایی در سال ۱۹۱۵ ساخته شد.